# Geschichtswerkstatt Wangerland
Die Geschichtswerkstatt Wangerland ist eine Geschichtswerkstatt in der niedersächsischen Gemeinde Wangerland im Landkreis Friesland.
Gegründet wurde die Geschichtswerkstatt, die sich mit der Heimatkunde des Wangerlandes befasst, im Jahr 1990 von dem Pädagogen und Historiker Erhard Ahlrichs. Als Verein archiviert sie die zusammengetragenen und erworbenen Dokumente, Bücher und Zeitschriften. Außerdem werden Vorträge, Ausstellungen und Studienfahrten organisiert. Bis zum Jahr 2017 wurden mehr als 20 Veröffentlichungen zur Wangerländer Regionalgeschichte herausgegeben. Inzwischen hat der Verein rund 130 Mitglieder.

## Schriften
- Beiträge zur Ortschronik von Hohenkirchen. Mit Zeichnungen von Rudi Lehmann. 1991
- Chronik von Sophiengroden. [1998?], 4., verbesserte Auflage
- Tjark Ahrends: 1000 Jahre Wüppels. 1998, 2. Auflage
- Wangerland in alten Ansichten. Europäische Bibliothek, Zaltbommel/Niederlande 1999
- Friederikensiel. 2000, Neudruck
- Wiarden. 2002
- Das Warfendorf Förrien. 2003
- Tjark Ahrends: So weer dat. [2004], 3. Auflage
- Chronik Altgarmssiel und Neugarmssiel, Garmsergroden, Oesterdeich und Medernser Altendeich. 2004
- Wangerlandspiel. 2005
- Minsen. 2005
- Windmühlen im Wangerland. Heiber, Schortens/Heidmühle 2005.
- Augustengroden – 200 Jahre. 2008
- Zweihundertvierzig Jahre Friedrich-Augusten-Groden Eindeichung und Besiedlung. 1765 – 2005. Die Natur dem Menschen untertan. 2010, 2., erweiterte Auflage
- Hohenkirchen. Handel, Handwerk und Gewerbe. 2010.
- Chronik.  Die ehemalige Landgemeinde Waddewarden mit Haddien. Sina-Edition, Jever 2010
- Sankt Joost, Crildumersiel, Hohenstiefersiel, Sankt Joostergroden. 2013.
- Johann Tjarks: 200 Jahre Neu Augustengroden. 2014, 2. Auflage
- Middoge. Een besünner Dörp. 1997.
- Heino Harms, Wilhelm Oltmanns: Mederns und Funnens : Häuser, Höfe und Geschichten aus der Umgebung : vom Medernser Altendeich bis zum Funnenser Neuendeich. 2017